# One Day as a Lion (EP)
One Day as a Lion EP è un EP del gruppo rapcore One Day as a Lion. L'uscita dell'EP è stata anticipata dall'uscita del singolo Wild International uscito il 16 luglio, con il relativo video.

## Tracce
1. Wild International – 3:47
2. Ocean View – 4:07
3. Last Letter – 3:58
4. If You Fear Dying – 3:57
5. One Day as a Lion – 4:25

## Formazione
- Zack De La Rocha - voce, tastiere
- Jon Theodore - batteria, percussioni